# 静脈弁

静脈弁の働き（模式図）

静脈弁（じょうみゃくべん、英:venous valves）とは静脈に存在する血液の逆流を防ぐために心臓に向かって付着する弁。内膜が特殊化したものであり、実質は膠原線維と線維芽細胞からなる。四肢の静脈でよく発達し、頭部の静脈では発達しない。
たとえば腕の表面の血管の先の側を指で押さえ、それより内側の血管を軽く押さえたまま腕の付け根側に向けてこすってゆくと、静脈内の血液を体の方へ送り出すことになる。その状態から先側の指を押さえたままで血液をしごいた指を放すと、先端側からは血液が流れないから、体の側から血液が逆流してくる。ところが、うまく位置が決まっていれば押さえてある指の位置よりずっと手前までしか血液は戻らない。その位置が弁の位置である。